# VLSM
Zasugerowano, aby zintegrować ten artykuł z artykułem Classless Inter-Domain Routing (dyskusja). Nie opisano powodu propozycji integracji.
VLSM (variable length subnet mask) – cecha niektórych protokołów trasowania umożliwiająca podzielenie i rozróżnianie podsieci z już istniejących podsieci.
VLSM umożliwia podział adresu np. klasy C (254 hosty, maska 255.255.255.0) na kilka mniejszych podsieci zawierających różne liczby hostów. Aby informacja o sieciach była dobrze rozprowadzana pomiędzy routerami, odpowiednie protokoły trasowania muszą wymieniać pomiędzy sobą pełną informację o sieciach łącznie z maskami.
VLSM wspierają następujące protokoły trasowania:
- RIP v2
- EIGRP
- OSPF
- IS-IS
- BGP

Częstokroć określa się też te protokoły trasowania (routingu) mianem bezklasowych.
Przykład podziału sieci klasy C:
Dysponujemy przykładowym zakresem adresów klasy C 192.168.1.0/24 i chcemy rozdzielić go na podsieci:
- zawierające 2 hosty – 64 możliwych podsieci – 192.168.1.4/30 adresy : 192.168.1.4 – 192.168.1.7 (2 hosty, adres sieci, adres broadcast)
- 14 hostów – 16 możliwych podsieci – 192.168.1.16 /28 adresy : 192.168.1.16-192.168.1.31 (14 hostów, adres sieci, adres broadcast)
- 62 hostów – 4 możliwe podsieci – 192.168.1.64 /26 adresy : 192.168.1.64-192.168.1.127 (62 hosty, adres sieci, adres broadcast)
- 126 hostów – 2 możliwe podsieci hostów – 192.168.1.128/25 adresy : 192.168.1.128-192.168.1.255 (126 hostów, adres sieci, adres broadcast)